# Henri-François Delaborde
Henri-François Delaborde, (Dijon, 21 de dezembro de 1764 — Paris, 3 de fevereiro de 1833) foi um general francês da época da Revolução Francesa.
Ele era filho de um padeiro de Dijon. Em 1783, Delaborde juntou-se ao Regimento de Condé como privado. Com a eclosão da Revolução Francesa, ele se juntou aos voluntários em Côte-d'Or, e passou rapidamente por todas as classes júnior, foi feito general de brigada depois do combate de Rhein-Zabern (1793).
Comandou as tropas francesas em numerosos locais, incluindo na invasão a Portugal. Foi derrotado na batalha da Roliça.
Delaborde estava no constante emprego militar durante o Consulado e o primeiro Império e foi feito comendador da Legião de Honra em 1804. Delaborde recebeu o título de conde em 1808. Nesse ano fez parte do exército que invadiu Portugal.
Recebeu o Prêmio Gobert em 1888.